# Nederlandse Vereniging van Rechtskundige Adviseurs
De Nederlandse Vereniging van Rechtskundige Adviseurs (NVRA) is opgericht in 1928. De NVRA is een beroepsvereniging voor juristen, waaronder rechtskundige adviseurs, advocaten en gerechtsdeurwaarders. Leden van de vereniging geven op diverse rechtsgebieden juridisch advies, bemiddelen, proberen een oplossing te bewerkstelligen (mediation) en procederen.

## Doelen
De NVRA streeft naar kwaliteitsverbetering en bevordering van een goede juridische beroepsuitoefening. De belangrijkste ondersteuning van de leden bestaat uit:
- Publicatie vaktijdschrift De Praktijkgids
- Verzorgen van cursussen en opleidingen
- Gebruik van Ius Novum, berichtendienst annex databank

Daarnaast heeft de vereniging een College van Toezicht dat onder andere klachten van cliënten over verenigingsleden behandelt.